# الأحمدي
الأحمدي، منطقة تقع في محافظة الأحمدي في الكويت، مساحتها 60 كيلومتر مربع، وتبعد عن العاصمة 42 كيلومتر. ومدينة الأحمدي هي مقر شركة نفط الكويت حيث توجد فيها المكاتب الرئيسية للشركة ودار ضيافة والأندية الرياضية التابعة لها و نادي الشباب الرياضي ومحافظة الاحمدي والممشى التابع لها

## التسمية
سميت بهذا الاسم نسبة إلى الشيخ أحمد الجابر الصباح، الذي أنشأت المنطقة في فترة حكمه.

## تاريخ
لا يوجد تاريخ محدد لتأسيس المنطقة، إلا أن المظاهر العمرانية بدأت بالظهور بعد تصدير أول شحنة من النفط عام 1946. غير أن تلك المظاهر العمرانية لم تكن سوى المساكن الأولى لعمال شركة نفط الكويت المحدودة وكانت عبارة عن خيام وبعض البيوت المبنية من اللبن وعدد قليل من الأكواخ الجاهزة التي ظهرت في الفترة ما بين 1946 و1949. وتم اختيار موقع المدينة لاعتبارات جغرافية وذلك لارتفاع المدينة (400 قدم) وقربها من البحر لتسهيل عملية نقل النفط للميناء الجديد. وبسبب هذه الاعتبارات قامت شركة نفط الكويت بنقل مركز عملياتها من المقوع إلى مدينة الأحمدي. وبدأت عملية نقل مركز العمليات عام 1947. وفي تلك الفترة بدأت الشركة في رصف الشوارع الترابية. وغرس الأشجار، وإنشاء الأندية والمؤسسات الترويحية. كما أقيم عدد من المصانع الصغيرة لعمل الثلج وإعداد الخبز وحفظ الأطعمة وغسل الملابس لخدمة العاملين بالشركة. وعند اكتمال انشائها أصبحت الأحمدي متنزهاً لأهالي الكويت في أيام العطل والإجازات وذلك لتنوع المؤسسات الترفيهية والترويحية في المدينة خلافاً لمدينة الكويت في تلك الفترة.

## السكان
| أعداد السكان في مدينة الأحمدي | أعداد السكان في مدينة الأحمدي |
| ----------------------------- | ----------------------------- |
| السنة                         | السكان                        |
| 1957                          | 7,280                         |
| 1961                          | 12,860                        |
| 1965                          | 18,719                        |
| 1970                          | 21,244                        |
| 1985                          | ~27,000                       |
| 2008                          | 29,900                        |

كان السكان الأوائل للأحمدي عبارة عن خليط من الجنسيات المختلفة تشمل الجنسيات العربية والآسيوية والأوروبية بالإضافة إلى بعض الكويتيين العاملين في شركة نفط الكويت المحدودة. وقد غلب على السكان العنصر الأوروبي وأثر ذلك على النمط العمراني في المدينة، حيث تميزت بيوت الأحمدي عن باقي مناطق الكويت بالمنازل ذات الطابق الواحد والمزودة بالحدائق والأسوار القصيرة والسقوف الحمراء المائلة. وانقسم سكان الأحمدي إلى ثلاث مناطق: المنطقة الأولى لكبار الموظفين في شركة نفط الكويت المحدودة، والثانية للعمال الأجانب والثالثة للموظفين الكويتيين والعرب. وبلغ سكان الأحمدي عام 1957 حوالي 7280 نسمة وارتفع هذا العدد عام 1961 إلى 12,860 نسمة، و 18,719 نسمة في عام 1965، وبلغ حوالي 21,244 نسمة عام 1970. وفي إحصاء 1985 تجاوز عددهم 27 ألفا يمثلون 1.6٪ من مجموع سكان الكويت.

## التعليم
قامت شركة نفط الكويت ببناء مدرسة للطلاب والطالبات العرب تم افتتاحها في عام 1954 تحت اشراف دائرة المعارف، وتتسع هذه المدرسة ما بين 150 و 200 طالب. كما تم إنشاء مدرسة أمريكية وأخرى هندية-باكستانية.

## الخدمات الصحية
قامت شركة نفط الكويت بافتتاح مستشفى في منطقة المقوع شمال الأحمدي عام 1947 وذلك لتقديم الخدمات الصحية للمنطقتين. وفي عام 1960 تم افتتاح مستشفى الأحمدي نظراً للزيادة في عدد سكان الأحمدي. ويسع المستشفى حالياً ل170 سريراً، ويقدم المستشفى خدماته لكل موظفي الشركات النفطية الكويتية وعائلاتهم.